# (1486) Marilyn
(1486) Marilyn (désignation provisoire 1938 QA) est un astéroïde de la ceinture principale découvert le 23 août 1938 à Uccle par l'astronome belge Eugène Delporte.

## Historique
Sa désignation provisoire, à sa découverte le 23 août 1938, était 1938 QA.
Son nom correspond au prénom de la fille de l'astronome américain Paul Herget.

## Caractéristiques
Sa distance minimale d'intersection de l'orbite terrestre est de 0,912 114 ua, tandis que son demi-grand axe est de 2,2 ua.